# Luigi Carrer
Luigi Carrer, född den 12 februari 1801 i Venedig, död där den 23 december 1850, var en italiensk diktare.
Carrer blev bekant genom sina Ballate, framför allt La sposa dell' Adriatico och Il cavallo d'Estremadura. Carrer var även litteraturkritiker. Han Opere utkom 1854 i 4 band.